# Acueducto de Gadara
El Acueducto de Gadara fue un acueducto romano diseñado para abastecer de agua a la ciudad de Gadara, en lo que hoy es Jordania, y el túnel más largo conocido de la antigüedad. Con 170 kilómetros (105,6 millas) de largo el espacio fue construido con la tecnología de los viaje de agua, es decir, como una serie de ejes verticales, que estaban conectados bajo tierra desde los lados opuestos de los túneles de suave pendiente. La sección más larga incluyó una longitud de 94 km (58,4 millas). En parte, sigue el curso de un acueducto helenístico mayor, podría decirse que el trabajo de excavación se inició después de una visita del emperador Adriano entre el 129y 130 después de cristo. El Acueducto de Gadara nunca fue terminado y sólo algunas secciones fueron puestas en servicio. Se descubrió y exploró tardíamente, en 2004.